# Trần Quốc Tỏ
Trần Quốc Tỏ (sinh ngày 28 tháng 1 năm 1962) là một chính trị gia người Việt Nam và tướng lĩnh Công an nhân dân Việt Nam, cấp bậc Thượng tướng. Ông hiện là Thứ trưởng thường trực Bộ Công an, đại biểu quốc hội Việt Nam khóa XV, nhiệm kỳ 2021–2026, thuộc đoàn đại biểu Quốc hội tỉnh Bắc Ninh. Ông đã trúng cử đại biểu Quốc hội Việt Nam khóa XV ở đơn vị bầu cử số 2 tỉnh Bắc Ninh (gồm Thành phố Từ Sơn và các huyện Tiên Du và Yên Phong).
Trong Đảng Cộng sản Việt Nam, ông hiện là Ủy viên Ban Chấp hành Trung ương Đảng Cộng sản Việt Nam khóa XIII, Phó Bí thư Đảng ủy Công an Trung ương, Chủ nhiệm Ủy ban Kiểm tra Đảng ủy Công an Trung ương. Ông nguyên là Bí thư Tỉnh ủy Thái Nguyên.

## Xuất thân
Trần Quốc Tỏ sinh ra tại xã Quang Thiện, huyện Kim Sơn, tỉnh Ninh Bình; là con út trong một gia đình có 4 anh em trai Vinh, Quang, Sáng, Tỏ và hai chị gái.
Ông là em trai của cố Đại tướng Trần Đại Quang, Ủy viên Bộ Chính trị, Bộ trưởng Bộ Công an (2011-2016), cố Chủ tịch nước Cộng hòa Xã hội chủ nghĩa Việt Nam (2016 - 2018).

## Giáo dục
Giáo dục phổ thông: 10/10.
Ông theo học Đại học Cảnh sát (chuyên ngành Điều tra tội phạm). Từ tháng 11 năm 2008 đến tháng 4 năm 2011, ông theo học và bảo vệ luận văn Thạc sĩ tại Học viện An ninh nhân dân.  Tháng 4, năm 2013, ông bảo về luận văn tiến sĩ Luật học  chuyên ngành Tội phạm học, Điều tra tội phạm có tiêu đề "Phòng ngừa tội phạm và vi phạm pháp luật về bảo vệ môi trường trên địa bàn thành phố Hà Nội" tại Học viện Cảnh sát Nhân dân.
Ngày 22 tháng 10 năm 2015,  ông được phong học hàm Phó Giáo sư ngành Khoa học An ninh.
Ngoài ra, ông có bằng Cao cấp lí luận chính trị.

## Sự nghiệp
- 10/1978–9/1989: Chiến sĩ; sau đó là Đội trưởng đội Cảnh sát Hình sự-Kinh tế, Công an huyện Nghĩa Hưng, tỉnh Hà Nam Ninh.
- 9/1989–3/2007: Ủy viên Ban Chấp hành Đảng bộ Công an huyện Kim Sơn, Đội trưởng đội Cảnh sát Điều tra tội phạm (1989-1994), Trưởng Công an thị trấn Phát Diệm (1994-1999); Ủy viên Ban Thường vụ Đảng ủy, Phó Trưởng Công an huyện, Phó Thủ trưởng cơ quan Cảnh sát điều tra Công an huyện Kim Sơn (1999-2005); Ủy viên Ban Thường vụ Huyện ủy, Bí thư Đảng ủy, Trưởng Công an huyện, Thủ trưởng cơ quan Cảnh sát điều tra Công an huyện Kim Sơn, tỉnh Ninh Bình.
- 3/2007–10/2011: Ủy viên Ban Chấp hành Đảng bộ Cục, Bí thư Chi bộ, Trưởng phòng 2, Cục Cảnh sát môi trường; Ủy viên Ban Thường vụ Đảng ủy Cục, Phó Cục trưởng Cục Cảnh sát môi trường, Tổng cục Cảnh sát phòng, chống tội phạm, Bộ Công an.
- 11/2011–2/2014: Ủy viên Ban Chấp hành Đảng bộ Tổng cục, Bí thư Đảng ủy Cục, Chánh Văn phòng Cơ quan Cảnh sát điều tra, Bộ Công an; Phó Tổng Cục trưởng Tổng cục Cảnh sát phòng, chống tội phạm; Phó Thủ trưởng Cơ quan Cảnh sát điều tra Bộ Công an. Hàm Thiếu tướng Công an nhân dân (2013).
Từ tháng 3/2014: ông được Bộ Chính trị Ban Chấp hành Trung ương Đảng Cộng sản Việt Nam điều động giữ chức Phó Bí thư Thường trực Tỉnh ủy Thái Nguyên.
22/10/2015: ông được Hội đồng chức danh Giáo sư Nhà nước Việt Nam công nhận đạt tiêu chuẩn chức danh Phó giáo sư ngành khoa học an ninh (theo Quyết định số 46/QĐ-HĐCDGSNN ngày 22/10/2015 của Chủ tịch Hội đồng chức danh Giáo sư Nhà nước).
12/11/2015: ông được Giám đốc Học viện Cảnh sát nhân dân bổ nhiệm chức danh Phó giáo sư.
28/10/2015: ông được bầu làm Bí thư Tỉnh ủy Thái Nguyên.
Tháng 1/2016: được bầu làm Ủy viên Ban Chấp hành Trung ương Đảng Cộng sản Việt Nam khóa XII.
20/05/2020: ông được Thủ tướng Chính phủ Nguyễn Xuân Phúc bổ nhiệm giữ chức Thứ trưởng Bộ Công an.
23/05/2020: ông Mai Văn Chính, Phó trưởng ban Tổ chức Trung ương, công bố quyết định của Bộ Chính trị về việc ông thôi tham gia Ban chấp hành, Ban thường vụ, thôi giữ chức Bí thư Tỉnh ủy Thái Nguyên nhiệm kỳ 2015 - 2020, để chỉ định tham gia Ban chấp hành, Ban thường vụ Đảng ủy Công an Trung ương nhiệm kỳ 2015 - 2020 và giữ chức Thứ trưởng Bộ Công an.
24/09/2020: Ông vinh dự được chủ tịch nước Nguyễn Phú Trọng ký quyết định thăng cấp bậc từ Thiếu tướng lên Trung tướng.
30/01/2021: Tại Đại hội đại biểu toàn quốc lần thứ XIII của Đảng, ông được bầu là Ủy viên Ban Chấp hành Trung ương Đảng Cộng sản Việt Nam khoá XIII, nhiệm kỳ 2021-2026.
14/05/2021: Ông được Chủ tịch nước kí quyết định tặng thưởng huân chương quân công hạng nhì. Cùng  đợt với thứ trưởng Lê Tấn Tới và thứ trưởng Lê Quốc Hùng được tặng huân chương quân công hạng ba. Vì những đóng góp cho ngành Công an.
Ngày 4 tháng 6 năm 2021, đã diễn ra lễ công bố Quyết định của Bộ Chính trị Đảng Cộng sản Việt Nam khóa XIII về việc chỉ định Đảng ủy Công an Trung ương nhiệm kỳ 2020 - 2025. Bộ Chính trị chỉ định ông Trần Quốc Tỏ làm Phó Bí thư kiêm Chủ nhiệm uỷ ban kiểm tra Đảng uỷ Công an Trung ương nhiệm kỳ 2020 - 2025.
Ngày 4 tháng 6 năm 2021, Thủ tướng Chính phủ Phạm Minh Chính ký Quyết định số 855/QĐ-TTg, bổ nhiệm ông Trần Quốc Tỏ làm Ủy viên Hội đồng Thi đua - Khen thưởng Trung ương.
Ngày 6 tháng 1 năm 2022, ông được Chủ tịch nước Nguyễn Xuân Phúc ký và trao quyết định thăng cấp bậc từ Trung tướng lên Thượng tướng.

### Đại biểu Quốc hội Việt Nam khóa XIV tỉnh Thái Nguyên
22/5/2016: ông trúng cử Đại biểu Quốc hội Việt Nam khóa XIV nhiệm kì 2016-2021 thuộc đoàn đại biểu tỉnh Thái Nguyên ở đơn vị bầu cử số 2 tỉnh Thái Nguyên (gồm thành phố Thái Nguyên và các huyện Đồng Hỷ, Võ Nhai) với 275.979 phiếu, đạt tỷ lệ 79,62% số phiếu hợp lệ.
Điều hành hoạt động Bộ Công an
Sáng 22/5/2024, Thủ tướng Phạm Minh Chính phân công Thứ trưởng Trần Quốc Tỏ điều hành hoạt động của Bộ Công an sau khi đại tướng Tô Lâm được Quốc hội bầu làm Chủ tịch nước.

## Lịch sử thụ phong cấp bậc hàm
| Năm thụ phong | 1997     | 2001     | 2005      | 2009   | 2013        | 2020        | 2022         |
| ------------- | -------- | -------- | --------- | ------ | ----------- | ----------- | ------------ |
| Cấp bậc hàm   |          |          |           |        |             |             |              |
| Cấp bậc       | Thiếu tá | Trung tá | Thượng tá | Đại tá | Thiếu tướng | Trung tướng | Thượng tướng |